# Hoa hậu Thế giới 1975

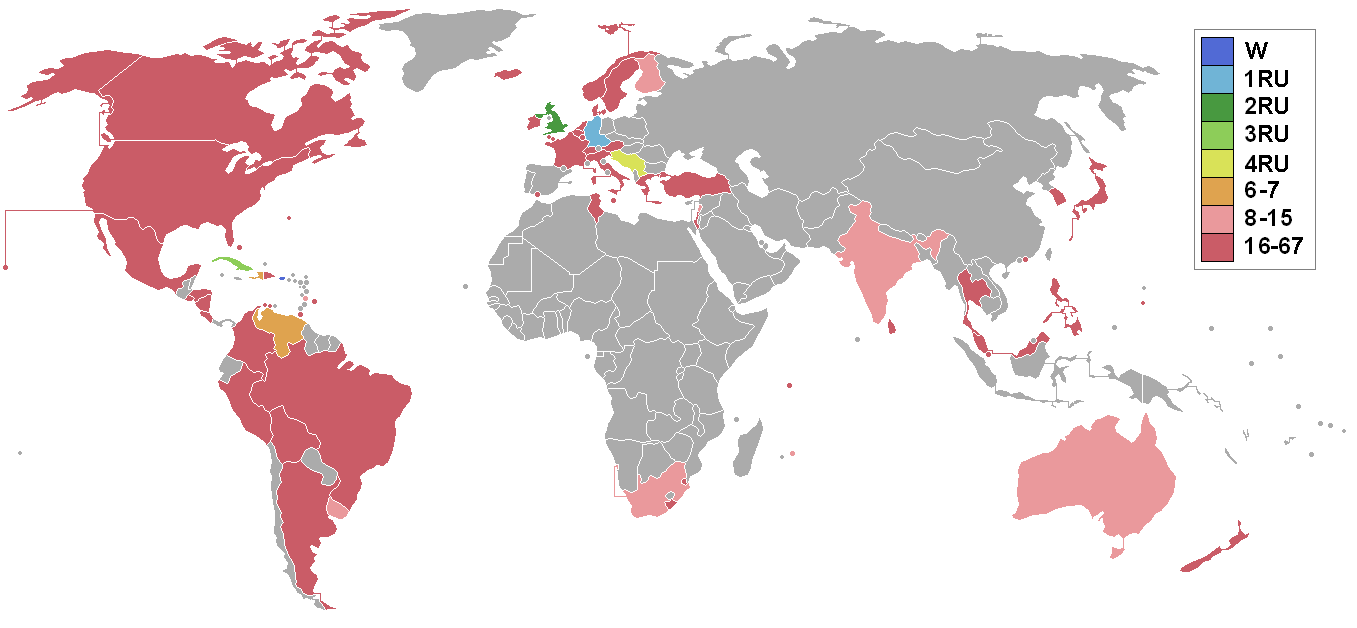
Các quốc gia và vùng lãnh thổ tham dự cuộc thi và kết quả.

Hoa hậu Thế giới 1975 là cuộc thi Hoa hậu Thế giới lần thứ 25 diễn ra tại Royal Albert Hall ở Luân Đôn. 67 thí sinh đã tham dự cuộc thi. Người chiến thắng là Wilnelia Merced từ Puerto Rico.

## Kết quả

### Thứ hạng
| Kết quả               | Thí sinh |
| --------------------- | --- |
| Hoa hậu Thế giới 1975 | - Puerto Rico – Wilnelia Merced |
| Á hậu 1               | - Đức – Marina Langner |
| Á hậu 2               | - Vương quốc Anh – Vicki Harris |
| Á hậu 3               | - Cuba – Maricela Maxie Clark |
| Á hậu 4               | - Nam Tư – Lidija Velkovska |
| Top 7                 | - Haiti – Joelle Apollon - Venezuela – María Conchita Alonso |
| Top 15                | - Úc – Anne Davidson - Phần Lan – Leena Kaarina Vainio - Ấn Độ – Anjana Sood - Liban – Ramona Keram - Mauritius – Mariella Tse-Sik-Sun - Saint Lucia – Sophia St Omer - Nam Phi – Rhoda Rademeyer (Thí sinh da trắng) - Uruguay – Carmen Abal |

### Các nữ hoàng sắc đẹp châu lục
| Châu lục       | Thí sinh                                        |
| -------------- | ----------------------------------------------- |
| Châu Mỹ        | - Puerto Rico – Wilnelia Merced                 |
| Châu Á         | - Ấn Độ – Anjana Sood                           |
| Châu Âu        | - Đức – Marina Langner                          |
| Châu Đại Duơng | - Úc – Anne Davidson                            |
| Châu Phi       | - Nam Phi – Rhoda Rademeyer (Thí sinh da trắng) |

## Giải thưởng đặc biệt
| Giải thưởng     | Thí sinh                           |
| --------------- | ---------------------------------- |
| Hoa hậu Cá tính | - Singapore - Maggie Siew Teen Sim |
| Hoa hậu Ảnh     | - Swaziland - Vinah Thembi Mamba   |

## Thí sinh
| - Nam Phi - Lydia Gloria Johnstone (Thí sinh da đen) - Argentina - Lilian Noemí De Asti - Aruba - Cynthia Marlene Bruin - Úc - Anne Davidson - Áo - Rosemarie Holzschuh - Bahamas - Ava Marilyn Burke - Barbados - Peta Hazel Greaves - Bỉ - Christine Delmelle - Bermuda - Donna Louise Wright - Bolivia - Maria Monica Guardia - Brazil - Zaida Souza Costa - Canada - Normande Jacques - Colombia - Amanda Amaya Correa - Costa Rica - Maria Mayela Bolaños Ugalde - Cuba - Maricela (Maxie) Clark - Curaçao - Elvira Nelly Maria Bakker - Đan Mạch - Pia Isa Lauridsen - Cộng hòa Dominica - Carmen Rosa Arredondo Pou - El Salvador - Ana Stella Comas Durán - Phần Lan - Leena Kaarina Vainio - Pháp - Sophie Sonia Perin - Đức - Marina Langner - Gibraltar - Lillian Anne Lara - Hy Lạp - Bella Adamopoulou - Guam - Dora Ann Quintanilla Camacho - Guernsey - Carol Dawn Le Billon - Haiti - Joelle Apollon - Hà Lan - Barbara Ann Neefs - Honduras - Etelinda Mejía Velásquez - Hồng Kông - Chu Thúy Quyên - Iceland - Halldora Björk Jonsdottir - Ấn Độ - Anjana Sood - Ireland - Elaine Rosemary O'Hara - Israel - Atida Mor | - Ý - Vanna Bortolini - Nhật Bản - Chiharu Fujiwara - Jersey - Susan Maxwell de Gruchy - Hàn Quốc - Lee Sung-hee - Liban - Ramona Karam - Luxembourg - Marie Thérèse Manderschied - Malaysia - Fauziah Haron - Malta - Marie Grace (Mary) Ciantar - Mauritius - Marielle Tse Sik-Sun - México - Blanca Patricia López Esparza - New Zealand - Janet Andrea Nugent - Nicaragua - Maria Auxiliadora Paguaga Mantilla' - Na Uy - Sissel Gulbrandsen - Peru - Mary Orfanides Canakis - Philippines - Suzanne Gonzalez - Puerto Rico - Wilnelia Merced Cruz - Saint Lucia - Sophia St. Omer - Seychelles - Amelie Lydia Michel - Singapore - Maggie Siew Teen Sim - Nam Phi - Rhoda Rademeyer † (Thí sinh da trắng) - Sri Lanka - Angela Seneviratne - Swaziland - Vinah Thembi Mamba - Thụy Điển - Agneta Catarina Magnusson - Thụy Sĩ - Franziska (Franzi) Angst - Thái Lan - Raevadee Pattamaphong - Trinidad và Tobago - Donna Sandra Dalrymple - Tunisia - Monia Dida - Thổ Nhĩ Kỳ - Harika Degirmenci - Vương quốc Anh - Vicki Ann Harris - Hoa Kỳ - Annelise Ilschenko - Uruguay - Carmen Abal - Venezuela - María Concepción Alonso Bustillo - Nam Tư - Ladija Verkovska |

## Chú ý

### Lần đầu tham gia
| - Curaçao - El Salvador | - Haiti - Saint Lucia - Swaziland |

### Trở lại
| - Lần cuối tham gia vào năm 1955: - Cuba - Lần cuối tham gia vào năm 1965: - Bolivia - Uruguay - Lần cuối tham gia vào năm 1971: - Trinidad và Tobago | - Lần cuối tham gia vào năm 1973: - Iceland - Luxembourg - Mauritius - Peru - Seychelles - Thổ Nhĩ Kỳ |

### Bỏ cuộc
- Botswana
- Ecuador
- Jamaica
- Madagascar
- Tây Ban Nha
- Zambia